# Amadou Laoual
Amadou Laoual (* 1944 in Agadez; † 11. November 2018 in Niamey; auch Amadou Lawal, genannt Edmond Laoual) war ein nigrischer Lehrer und Politiker.

## Leben
Amadou Laoual studierte Wirtschaft und Bildungsplanung. Er arbeitete als Lehrer. Seine erste Arbeitsstelle hatte er im Kawar im Osten Nigers, wo die Zentralschule von Dirkou nach ihm benannt wurde. Später wirkte er in der zentralen staatlichen Bildungsverwaltung und war als unabhängiger Berater tätig.
Laoual stand dem von 1993 bis 1996 amtierenden Staatspräsidenten Mahamane Ousmane nahe. In dessen Partei CDS-Rahama stieg er zum stellvertretenden Parteivorsitzenden auf. In der am 5. Januar 2000 gebildeten ersten Regierung von Staatspräsident Mamadou Tandja (MNSD-Nassara) wurde Amadou Laoual unter Premierminister Hama Amadou (MNSD-Nassara) Minister für Hochschulwesen, Forschung und Technologie. Sein Vorgänger als Minister war Mamoudou Djibo. In der Regierung vom 17. September 2001 wurde er von Habi Mahamadou Salissou (MNSD-Nassara) abgelöst. Kurz vor seinem Tod wurde Laouel Mitglied eines Komitees, das mit der Überarbeitung des Wahlgesetzes betraut war.
Amadou Laoual starb 2018 im Alter von 74 Jahren an den Folgen einer Krankheit.